# Procordulia smithii
Procordulia smithii – gatunek ważki z rodziny szklarkowatych (Corduliidae).